# 佩讷哈根
佩讷哈根（德語：Peenehagen）是德国梅克伦堡-前波美拉尼亚州的市镇，隶属于梅克伦堡湖区县。总面积为54.57平方千米，截至2023年12月31日总人口为1,049人。